# Cilin
Cilin (kinesiska: 慈林, 慈林镇) är en köping i Kina. Den ligger i provinsen Shanxi, i den norra delen av landet, omkring 210 kilometer söder om provinshuvudstaden Taiyuan. Antalet invånare är 33 227. Befolkningen består av 14 903 kvinnor och 18 324 män. Barn under 15 år utgör 14,0 %, vuxna 15-64 år 79 %, och äldre över 65 år 5,0 %.
Genomsnittlig årsnederbörd är 681 millimeter. Den regnigaste månaden är juli, med i genomsnitt 216 mm nederbörd, och den torraste är december, med 3 mm nederbörd.